# Михай Еминеску
Миха́й Емине́ску (на румънски: Mihai Eminescu), роден като Михаил Еминович(и) (Mihail Eminovici), е румънски поет, писател и журналист.
Считан е за най-големия писател романтик в румънската литература, признат за класик. Произведенията му имат значителен принос за развитието на румънския език.
Посмъртно е избран за член на Румънската академия на науките.
Роден е в Ботошани, Княжество Молдова на 15 януари 1850 г. Умира в Букурещ на 15 юни 1889 г.

## Творчество
За най-значимо негово произведение се счита поемата „Luceafarul“.

## Памет
На негово име са наречени:
- Профилирана гимназия с интензивно изучаване на румънски език „Михай Еминеску“ в София,
- булевард „Михай Еминеску“ в София (Карта).